# 1931 год в музыке

## События
- Звукозаписывающие компании Gramophone Company и Columbia Graphophone Company объединились в одну из крупнейших медиагрупп EMI.

## Выпущенные альбомы
- Stardust (Луи Армстронг)

## Родились

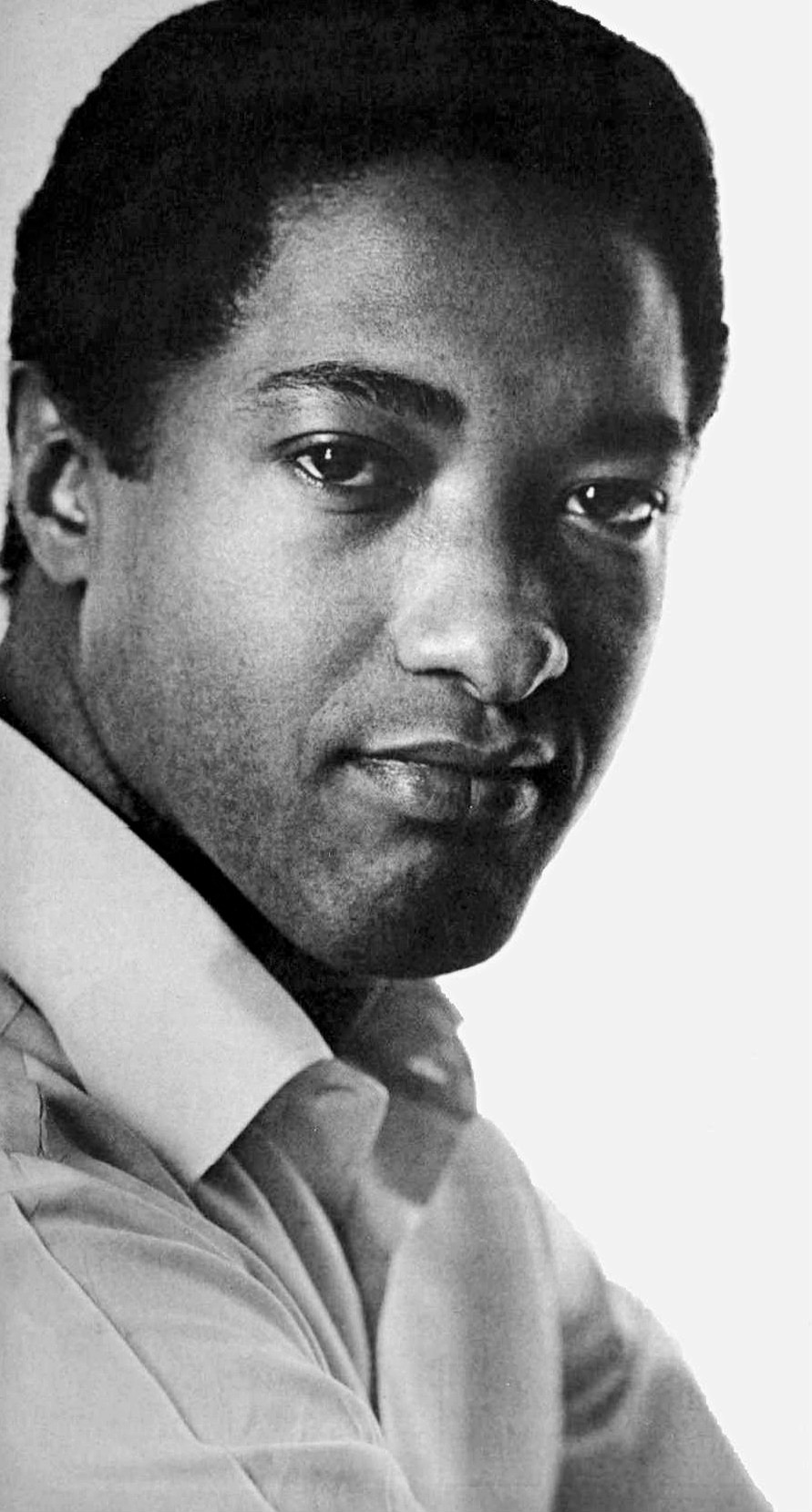
Сэм Кук

### Январь
- 5 января — Альфред Брендель — австрийский и британский пианист[1]
- 8 января — Билл Грэм (ум. 1991) — американский бизнесмен, музыкальный импресарио и промоутер[2]
- 10 января — Виктор Либерман (ум. 1999) — советский и нидерландский скрипач
- 12 января — Владо Штефанчич (ум. 2017) — югославский и хорватский режиссёр, радио- и телеведущий, актёр, певец и танцор
- 13 января — Наум Шафер (ум. 2022) — советский и казахский музыковед и композитор
- 15 января — Мурад Кажлаев (ум. 2023) — советский и российский композитор, дирижёр и музыкальный педагог[3]
- 22 января — Сэм Кук (ум. 1964) — американский певец и музыкант
- 29 января — Лесли Брикасс (ум. 2021) — британский поэт, композитор и либреттист

### Февраль
- 3 февраля — Леонид Екимов (ум. 2017) — советский и российский оперный певец (баритон) и музыкальный педагог
- 8 февраля — Владимир Василёв (ум. 2017) — советский и российский балетмейстер
- 9 февраля — Пенчо Стоянов (ум. 2020) — болгарский композитор, музыкальный теоретик и педагог
- 15 февраля — Марк Решетин (ум. 2001) — советский оперный певец (бас)
- 16 февраля — Отис Блэквелл (ум. 2002) — американский музыкант и автор песен
- 20 февраля — Маргарета Халлин (ум. 2020) — шведская оперная певица (колоратурное сопрано), композитор и актриса
- 23 февраля — Джозеф Ку (ум. 2023) — гонконгский композитор[4]
- 25 февраля — Кларенс Эвант[англ.] (ум. 2023) — американский музыкальный продюсер
- 26 февраля
  - Александр Врабель (ум. 2002) — советский и украинский оперный певец (баритон) и музыкальный педагог
  - Франсиско Крёпфль (ум. 2021) — аргентинский композитор

### Март
- 2 марта — Мария Байко (ум. 2020) — советская и украинская певица (меццо-сопрано), участница трио сестёр Байко
- 5 марта
  - Тамара Миансарова (ум. 2017) — советская и российская эстрадная певица (лирическое сопрано)
  - Барри Такуэлл (ум. 2020) — австралийский валторнист и дирижёр
- 7 марта — Мади Меспле (ум. 2020) — французская оперная певица (колоратурное сопрано)
- 11 марта — Мариза Дель Фрате (ум. 2015) — итальянская певица, актриса и телеведущая
- 15 марта — Доминик Джозеф Фонтана (ум. 2018) — американский музыкант, барабанщик Элвиса Пресли
- 25 марта — Витаутас Баркаускас (ум. 2020) — советский и литовский композитор и музыкальный педагог

### Апрель
- 11 апреля — Коити Сугияма (ум. 2021) — японский игровой композитор
- 23 апреля — Билли Дэвенпорт[англ.] (ум. 1999) — американский барабанщик
- 24 апреля — Мария Котолиева (ум. 2019) — советская и российская осетинская оперная певица (меццо-сопрано) и педагог
- 27 апреля
  - Анатолий Никитин (ум. 2017) — советский и российский виолончелист и музыкальный педагог
  - Игорь Ойстрах (ум. 2021) ― советский и российский скрипач, дирижёр и педагог
- 29 апреля — Лонни Донеган (ум. 2002) — британский певец, музыкант и автор песен

### Май
- 2 мая — Нина Демидова (ум. 2022) — советский и российский музыкальный педагог
- 3 мая — Ким Рыжов (ум. 1999) — советский и российский сценарист и поэт-песенник
- 4 мая — Геннадий Рождественский (ум. 2018) — советский и российский дирижёр, пианист, композитор и музыкальный педагог
- 7 мая
  - Тереза Брюэр (ум. 2007) — американская эстрадная певица
  - Раиса Галимуллина (ум. 2000) — советская и российская оперная певица (лирико-колоратурное сопрано) и музыкальный педагог
- 9 мая — Хорхе Морель (ум. 2021) — аргентинский композитор и гитарист
- 14 мая — Элвин Лусье (ум. 2021) — американский композитор и звуковой художник
- 18 мая
  - Марк Лубоцкий (ум. 2021) — советский и немецкий скрипач и музыкальный педагог
  - Роберт Морс (ум. 2022) — американский театральный, кино- и телеактёр
  - Алексей Ольгин (ум. 2020) — советский и эстонский поэт-песенник, писатель и поэт
- 19 мая — Тамара Сорокина (ум. 2021) — советская и российская оперная певица (лирико-колоратурное сопрано) и педагог
- 23 мая — Ален Бернхайм (ум. 2022) — французский пианист и историк масонства

### Июнь
- 9 июня — Ион Фурникэ (ум. 2015) — советский и молдавский танцовщик, артист ансамбля «Жок»
- 10 июня — Жуан Жилберту (ум. 2019) — бразильский гитарист, певец и композитор
- 16 июня
  - Борис Выростков — советский и российский композитор и музыкальный педагог
  - Оскар Эльшек — словацкий музыковед, музыкальный этнограф и педагог
- 17 июня — Доминик Фронтир (ум. 2017) — американский композитор, аранжировщик и аккордеонист
- 23 июня — Клод Самюэль (ум. 2020) — французский музыковед
- 27 июня — Магали Ноэль (ум. 2015) — французская актриса и певица

### Июль
- 6 июля — Делла Риз (ум. 2017) — американская актриса и певица
- 10 июля — Джерри Херман (ум. 2019) — американский композитор и поэт-песенник
- 11 июля — Таб Хантер (ум. 2018) — американский актёр и певец
- 13 июля — Лонг Джон Хантер (ум. 2016) — американский блюзовый гитарист, певец и автор песен
- 21 июля — Вадим Гнедаш (ум. 2021) — советский и украинский дирижёр и музыкальный педагог

### Август
- 1 августа
  - Ростислав Бойко (ум. 2002) — советский и российский композитор
  - Нико Кастел[англ.] (ум. 2015) — американский оперный певец (тенор) португальского происхождения
- 21 августа — Грег Смит (ум. 2016) — американский хоровой дирижёр и композитор
- 29 августа
  - Владимир Бесфамильнов (ум. 2017) — советский и украинский баянист и музыкальный педагог
  - Стелиос Казандзидис (ум. 2001) — греческий певец

### Сентябрь
- 5 сентября — Энрике Мореленбаум (ум. 2022) — бразильский дирижёр и музыкальный педагог польского происхождения
- 7 сентября — Ян Буланк (ум. 2002) — немецкий лужицкий композитор, хоровой дирижёр и собиратель фольклора
- 9 сентября — Максим Мартиросян (ум. 2019) — советский и армянский артист балета, педагог и балетмейстер
- 15 сентября — Джек Хольцман — американский бизнесмен, музыкальный продюсер, основатель и президент лейбла звукозаписи Elektra Records
- 24 сентября — Энтони Ньюли (ум. 1999) — британский актёр, певец и автор песен
- 30 сентября — Мери Лебензон (ум. 2020) — советская и российская пианистка и педагог

### Октябрь
- 1 октября
  - Сильвано Буссотти (ум. 2021) — итальянский композитор, художник и оперный режиссёр
  - Анатолий Наливаев (ум. 2021) — советский и белорусский художник, реставратор, музыкант, кантор и театральный актёр, собиратель и исполнитель еврейской канторской музыки
- 20 октября — Жюль Эскин (ум. 2016) — американский виолончелист
- 23 октября — Джонни Китагава (ум. 2019) — американский и японский бизнесмен и музыкальный продюсер
- 28 октября — Харольд Баттист[англ.] (ум. 2015) — американский джазовый музыкант, композитор и аранжировщик
- 30 октября — Джордже Марьянович (ум. 2021) — югославский и сербский певец и композитор
- 31 октября — Дорис Лайне (ум. 2018) — финская балерина, хореограф и педагог

### Ноябрь
- 1 ноября — Дмитрий Башкиров (ум. 2021) — советский и испанский пианист и музыкальный педагог
- 2 ноября — Фил Вудс (ум. 2015) — американский джазовый саксофонист, кларнетист и композитор
- 5 ноября — Айк Тёрнер (ум. 2007) — американский ритм-н-блюзовый музыкант и продюсер
- 28 ноября — Хоан Гинхоан Хисперт[исп.] (ум. 2019) — испанский композитор и пианист

### Декабрь
- 3 декабря — Сергей Доренский (ум. 2020) — советский и российский пианист и музыкальный педагог
- 10 декабря — Намжилын Норовбанзад (ум. 2002) — монгольская певица
- 19 декабря — Анатолий Лихатов (ум. 2001) — советский и российский гитарист и педагог
- 21 декабря — Дэвид Бейкер (ум. 2016) — американский джазовый композитор, дирижёр и музыкант
- 27 декабря — Скотти Мур (ум. 2016) — американский музыкант, гитарист Элвиса Пресли

### Без точной даты
- Аскар Исаев (ум. 2016) — советский и киргизский архитектор, скульптор и поэт-песенник
- Азнор Ульбашев (ум. 2017) — советский и российский балкарский актёр и певец

## Скончались

### Январь
- 8 января — Отто Зингер-младший (67) — немецкий композитор[5]
- 21 января — Феликс Блуменфельд (67) — русский и советский пианист, композитор и музыкальный педагог[6]
- 23 января — Анна Павлова (49) — русская балерина

### Февраль
- 7 февраля — Ион Виду (67) — румынский композитор, фольклорист, хоровой дирижёр и педагог
- 25 февраля — Якобус Арнолдус Вилхелм Дамен (60) — нидерландский скрипач

### Март
- 19 марта — Екатерина Вальтер-Кюне (60) — русская арфистка и музыкальный педагог
- 21 марта — Эрнесто Консоло (66) — итальянский пианист и музыкальный педагог[7]

### Апрель
- 9 апреля — Поль Антуан Видаль (67) — французский композитор и дирижёр

### Май
- 3 мая — Отто Винтер-Ельм (93) — норвежский композитор, органист и дирижёр
- 12 мая — Эжен Изаи (72) — бельгийский скрипач, дирижёр и композитор
- 13 мая — Иосиф Маринкович (79) — сербский композитор, хоровой дирижёр и музыкальный педагог

### Июнь
- 9 июня — Энрике Освальд (79) — бразильский композитор и музыкальный педагог

### Июль
- 19 июля — Гектор Гандольфи (68/69) — итальянский, русский и советский оперный певец (бас) и вокальный педагог

### Август
- 6 августа — Бикс Байдербек (28) — американский джазовый трубач, пианист и композитор
- 26 августа — Генрих Грюнфельд (76) — немецкий виолончелист и музыкальный педагог австрийского происхождения
- 31 августа — Андрей Анохин (61) — русский и советский этнограф, композитор и музыковед

### Сентябрь
- 21 сентября — Лоуренс Аткинсон (58) — британский художник, поэт и музыкант
- 23 сентября — Адольф Вейдиг (63) — американский композитор и музыкальный педагог немецкого происхождения
- 28 сентября — Жозеф Мишель Сильвен Дюпюи (74) — бельгийский композитор, дирижёр и музыкальный педагог

### Октябрь
- 17 октября — Петер Вагнер (66) — немецкий музыковед
- 18 октября — Томас Эдисон (84) — американский изобретатель и предприниматель, создатель фонографа

### Ноябрь
- 1 ноября — Эудженио Висновиц (24/25) — итальянский пианист и композитор
- 17 ноября — Георги Атанасов (49) — болгарский композитор

### Декабрь
- 2 декабря — Венсан д’Энди (80) — французский композитор, органист, дирижёр и музыкальный педагог
- 3 декабря — Даниил Дольский (41) — русский и литовский певец, актёр и театральный режиссёр

### Без точной даты
- Иван де Лазари (59/60) — русский и советский актёр, режиссёр, гитарист и певец
- Абылкасым Джутакеев (42/43) — киргизский советский акын-письменник
- Иманжусип Кутпанулы (67/68) — казахский народный композитор, певец и акын[8]